# Марія Штефанівна
Марія Штефанівна (рум. Maria Cneajna) — донька молдавського господаря Штефана Великого і його третьої жінки, волоської господарівни Марії Войкиці. Перша дружина руського князя Федора Михайловича Вишневецького.  

## Життєпис
Народилась після 1480 року. Мала старшого брата Богдана, майбутнього правителя, та сестру Анну (пом. до 23 листопада 1499 р.). Молдавсько-німецька хроніка зазначає, що дівчата успадкували материну вроду («schoner tochter zwu»). З Федором Марія познайомилась, імовірно, під час польсько-молдавських переговорів в січні-лютому 1510 й того ж таки року, як припускає Ілона Чаманська, вони одружились. Богдан III спорядив сестрі багатий посаг, що його згідно із побутуючим у ВКЛ звичаєм вона записала на ім'я чоловіка, натомість же одержала майнове забезпечення — на випадок смерті одного з подружжя. Згодом цей запис жінка підтвердила другим, остаточним тестаментом.
Достоту невідомо, де саме княгиня мешкала, можливо, в містечку Перемиль, яке чоловік дістав від короля у 1511, чи десь-інде на Волині. Заповіла поховати себе в Києві. Вибір, либонь, зупинився на Михайлівському соборі, якому Федір Вишневецький, внесений до церковного пом'яника, робив пожертви. 18 березня 7026 (1518) її не стало.
Наприкінці 1522 року молдавський господар Стефан IV Молодий звернувся до Сигізмунда Старого з проханням вернути на батьківщину прах тітки, а також її придане «на неколко тисячей золотых», позаяк Марія не мала дітей. Великий князь дозволив вивезти тіло жінки (місцем її останнього спочину став Путнянський монастир), але не «скарб». Наступник Стефана, Петро Рареш, знов порушив дане питання й вирядив до Вільні послів Думу Кузьмича й Тома Жищовича. Сигізмунд із пани-радою розглянули спір і 10 травня 1529 винесли остаточний присуд на користь Федора Вишневецького.

## Могила
Надгробок Марії Штефанівни розміром 177 x 63 x 14 см встановлений поряд з могилою брата, під тим же навісом, на рівні підлоги, обік південної стіни пронаоса монастирської церкви. Центральна частина плити оздоблена рослинним орнаментом у вигляді стебел з пальметами. Її ліва сторона і північно-західна грань зруйновані, південно-східна грань, колись пошкоджена, була відновлена. На ній великими літерами вирізьблений плоскорельєфний напис церковнослов'янською мовою, початок і кінець якого з лівого та нижнього боків потьмяніли від часу:
|  | Съи єст гроб Марїи рекомїѧ кнѧжна дщер Стефана воевод, господарѣ земли Молдавскои ктитора свѧтѣи. ѡбитѣли сеи. и она прѣставис къ вѣчнимъ ѡбитѣлем. в л҃то зк҃ѕ мсца мар иї. |

В 1856 році археологічна комісія провела ексгумацію могили, виявивши там рештки одягу, пошитого золотими й срібними нитками, із золотою бахромою та галунами, а так само перлинні прикраси, срібні ґудзики й 2 золоті шкатулки з бірюзою та рубінами.